# Un envoyé très spécial
Pour les articles homonymes, voir Too Hot to Handle.
Pour plus de détails, voir Fiche technique et Distribution.
Un envoyé très spécial (titre original : Too Hot to Handle) est un film américain en noir et blanc réalisé par Jack Conway, sorti en 1938.

## Synopsis
"Gabby" Mac Arthur dirige une agence de reporters-cadreurs d'actualités. Il juge que son envoyé spécial en Chine, Chris Hunter, ne lui fournit pas assez de sujets. Chris monte alors un faux bombardement avec maquettes. Son rival professionnel, Bill Dennis, découvre cela et, de son côté, fait venir une grande aviatrice, Alma Harding, avec un faux chargement de sérum. Celle-ci a un accident d'atterrissage que Chris s'empresse de filmer.

## Fiche technique
- Titre : Un envoyé très spécial
- Titre original : Too Hot to Handle

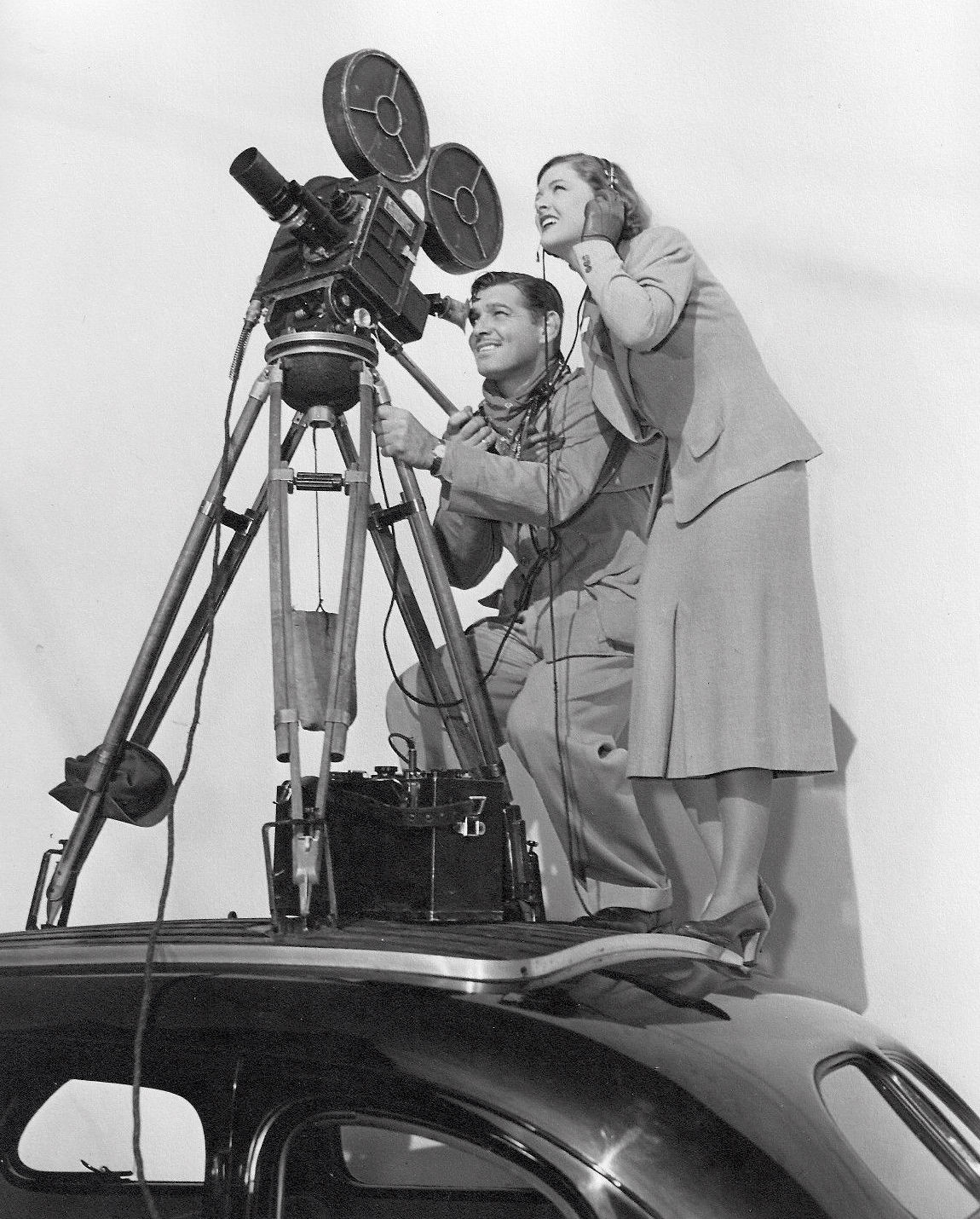
Clark Gable et Myrna Loy.

- Réalisation : Jack Conway, assisté de Richard Rosson (non crédité)
- Assistant réalisateur : Joseph Newman (non crédité)
- Scénario : Laurence Stallings et John Lee Mahin, d'après une histoire de Len Hammond
- Musique : Franz Waxman
- Direction artistique : Cedric Gibbons, Daniel B. Cathcart et Edwin B. Willis
- Costumes : Dolly Tree
- Effets spéciaux : Arnold Gillespie
- Photographie : Harold Rosson et Clyde De Vinna (seconde équipe, non crédité)
- Montage : Frank Sullivan
- Producteur : Lawrence Weingarten
- Société de production : Metro-Goldwyn-Mayer
- Pays de production :  États-Unis
- Langue originale : anglais américain
- Format : Noir et blanc — 35 mm — 1,37:1— son : mono
- Genre : comédie
- Durée : 107 minutes (1 h 47)
- Dates de sortie :
  - États-Unis : 16 septembre 1938
  - France : 21 décembre 1938

## Distribution
- Clark Gable : Chris Hunter
- Myrna Loy : Alma Harding
- Walter Pidgeon : Bill Dennis
- Walter Connolly : 'Gabby' Mac Arthur
- Leo Carrillo : Joselito
- Johnny Hines : Parsons
- Virginia Weidler : Hulda Harding
- Betty Ross Clarke : Mme Harding
- Henry Kolker : 'Pearly' Todd
- Marjorie Main : Mlle Wayne
- Gregory Gaye : 'Popoff'
- Al Shean : Gumpert
- Willie Fung : Willie
- Lillie Mui : 'Tootsie'
- Patsy O'Connor : la fausse Hulda Harding
- Aileen Pringle : Mme Mac Arthur
- Richard Loo : Charlie
- Lane Chandler : le cameraman
- James Flavin : le jeune reporter

Acteurs non crédités
- John Hamilton : M. Fairfield
- Robert Emmett Keane : un chroniqueur étranger
- Chris-Pin Martin : Pedro
- Josephine Whittell : la fausse Mme Harding

## Autour du film
- Tournage du 9 mai 1938 à août 1938 [1].

- Le titre initial était Let 'Em All Talk [2].

- Buster Keaton participa à la chorégraphie de la scène de début [3].

- Ce fut le sixième et le dernier film du duo Clark Gable-Myrna Loy.

- Le personnage de Myrna Loy est une référence à Amelia Earhart, disparue l'année précédente [4].

- The Hollywood Reporter mentionna qu'à l'origine, Spencer Tracy était prévu pour le rôle principal et Margaret Sullavan pour le rôle féminin. Puis Margaret Sullavan était envisagée pour jouer avec Clark Gable. Clark Gable et Myrna Loy furent choisis afin de jouer des personnages semblables à ceux qu'ils interprétèrent dans Pilote d'essai, sorti la même année [5],[6],[7].

- Le film engrangea un profit de 1 627 000 dollars aux États-Unis et au Canada et 769 000 dollars dans le reste du monde. Il encaissa toutefois une perte de 31 000 dollars [8].

## Critique
- Lors d'une diffusion télévisée en 1990, Patrick Brion écrivait dans Télérama :

« De même que l'admirable Cameraman de Buster Keaton était une éblouissante réflexion sur le monde des cadreurs d'actualités - on se souvient de la bataille dans Chinatown -, de même Un envoyé très spécial évoque, sur le ton de la comédie, le travail - souvent périlleux et héroïque - de ces hommes, en opposant deux d'entre eux, aussi retors et de mauvaise foi l'un que l'autre. La scène où Clark Gable reconstitue à sa manière et filme un faux bombardement est à ce titre un véritable joyau. Brillamment écrit par Laurence Stallings et John Lee Mahin, deux excellents scénaristes, le film bénéficie non seulement d'une succession de rebondissements mais aussi d'un dialogue superbe. Clark Gable, Myrna Loy et Walter Pidgeon sont d'ailleurs les premiers à s'amuser de cette folle suite d'aventures pimentées d'humour et d'héroïsme. Peu connu, le film mérite d'être redécouvert. On y retrouve en effet le charme inimitable de la comédie américaine des années 1930. »